# Main Channel
Der Main Channel (englisch für Hauptkanal) ist eine schmale Meerenge an der Nordküste Südgeorgiens. Sie führt von der Stromness Bay zum Husvik Harbor und verläuft südlich der Bar Rocks.
Der Name dieses Wasserwegs findet sich erstmals in Kartenmaterial der britischen Admiralität aus dem Jahr 1930.